# Euheptaulacus carinatus
Euheptaulacus carinatus är en skalbaggsart som beskrevs av Ernst Friedrich Germar 1824. Euheptaulacus carinatus ingår i släktet Euheptaulacus och familjen Aphodiidae.

## Underarter
Arten delas in i följande underarter:
- E. c. esuriens
- E. c. brutius